# Фронтейра (дворец)
Дворец Фронтейра (порт. Palácio Fronteira) или Дворец маркизов Фронтейра (порт. Palácio dos Marqueses de Fronteira) — памятник национального значения Португалии с 1982 года, расположен в столице Лиссабоне. Резиденция маркизов де Фронтейра.

## История
Строительство началось в конце XVI века, но работы завершились между 1670 и 1673 годами. Изначально это был охотничий дом.

Строительство началось по инициативе Жоао де Маскареньяша, первого маркиза Фронтейра (João de Mascarenhas, 1.º Marquês de Fronteira), который получил свой титул от короля Афонсу VI в благодарность за верность дому Браганса в Португальской войне за независимость.
Считается важным примером архитектуры португальского ренессанса, является одним из немногих дворцов, которые не пострадали после Лиссабонского землетрясения 1755 года и, таким образом, дают представление о великолепии португальской знати в период расцвета португальской империи.
Находится дворец в тихом месте, на краю лесопарка Монсанто. Во дворце и саду имеются красивые образцы азулежу, тематика которых разнообразна, от изображений битв до представителей животного мира.
Хотя дворец всё ещё служит частным домом, некоторые помещения, например библиотека и сад, открыты публике.

## Дворец
В Зале Битв имеются красивые панно со сценами Португальской войны за независимость и изображения Жоао де Маскареньяша, который сражается с испанцами. Именно его верность королю Педру II во время этого конфликта принесла ему титул первого маркиза Фронтейра.
Столовая украшена голландскими кафельными плитками и портретами португальской аристократии.
Зал Юноны или Зал империи украшен фресками и портретами португальской знати кисти многих известных художников (Домингуша Секейры).
Фасад часовни, изначально созданный в конце XVI века и отреставрированный в XVIII веке, украшен камнями, ракушками, битым стеклом и остатками фарфора. По легенде, эти предметы использовались при инаугурации дворца, с тем чтобы никто не использовал их там, где находился будущий король Педру II.
На террасе часовни имеются плиточные ниши, украшенные мифологическими фигурами, олицетворяющими искусство.

## Сад
В саду установлены изразцовые панели, которые представляют обычаи страны для каждой поры года. На одной стороне главного входа сада есть плитки, на которых изображены рыцари-предки семьи владельца дворца, которые отражаются в воде большого бассейна. Лестница с обеих сторон ведёт к галерее, где в декоративных нишах находятся бюсты португальских королей, за исключением трех королей Филиппов.